# レイ・ブレディン
レイ・ブレディン（Rae Sloan Bredin、1880年9月9日 - 1933年7月16日）はアメリカ合衆国の画家である。ペンシルベニア州のニューホープ地域に集まって活動したアメリカの「印象派」の画家の一人である。平穏な家族の姿や風景を描いた。

## 略歴
ペンシルベニア州バトラーの医者の息子に生まれた。1899年にプラット・インスティテュートを卒業した後、ニューヨーク美術学校(後のパーソンズ美術大学)でジェームズ・キャロル・ベックウィズやウィリアム・メリット・チェイス、フランク・デュモンドに学んだ。同僚のエドマンド・グリーセン(1876–1949)と、かつてチェイスが使っていたスタジオを与えられた。その後、フィラデルフィアのペンシルベニア美術アカデミーで、トマス・アンシュッツやロバート・ヘンライに学んだ。1907年にアカデミーの展覧会に始めて出展し、その後展覧会には常時出展した。
1914年にナショナル・アカデミー・オブ・デザインの定期展覧会でハルガルテン賞(Julius Hallgarten Prize)を受賞した。その年、女性画家メアリー・エリザベス・プライスと美術評論家、画商のフレデリック・プライスの妹、アリス・プライスと結婚した。フランスとイタリアを新婚旅行で訪れた後、ペンシルベニア州のバックス郡の村、ニューホープ(New Hope)に新居を構えた。ニューホープは「アメリカの印象派」の風景画家が多く集まって活動していた。
1916年にチャールズ・ローゼン、モーガン・コルト、ダニエル・ガーバー、ウィリアム・ラングソン・レイスロップやロバート・スペンサーと、ニューホープに近い地域で活動する6人の画家で「ニューホープ・グループ」(New Hope Group)をつくり、1916年と1917年にグループ展を、シンシナティやデトロイト、ニューヨークなどの少なくとも9ヶ所で開いた。
1917年にグリーセンとニューヨークに画塾を開く計画もあったが、第一次世界大戦にアメリカが参戦し、その計画は中止された。フランス陸軍とアメリカのYMCAが企画した「兵士の家」（foyer du soldat）に協力するためにフランスに渡り、トロワの戦場近くに作られた休息施設の所長を務め、1919年にはいくつかの施設を管轄する地域監督も務めた。
美術教師としては1890年代から1902年までウィリアム・メリット・チェイスがニューヨーク州サフォーク郡のシネコックヒルズ(Shinnecock Hills)で開いた、夏季美術教室で教え、バージニア大学やフィラデルフィア女子デザイン学校(Philadelphia School of Design for Women)でも教えた。フィラデルフィア女子デザイン学校の卒業生たちによって「フィラデルフィア・テン」(The Philadelphia Ten)という女性芸術家の団体が作られ1917年から1945年まで定期展覧会が開かれた。1933年に女子デザイン学校の教授在職中に、癌の手術後死亡した。52歳であった。

## 作品

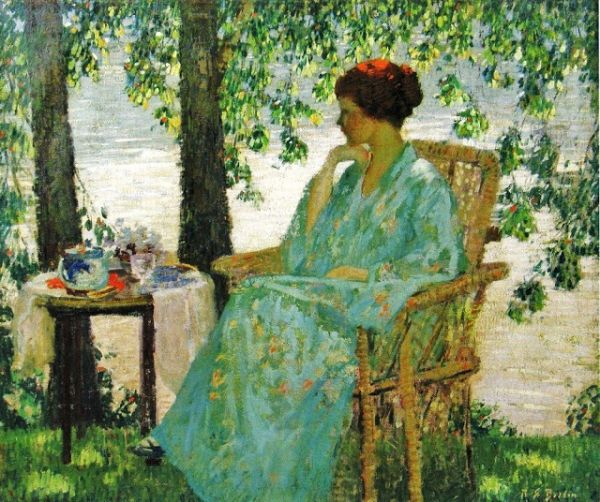
"Reverie" (1915)
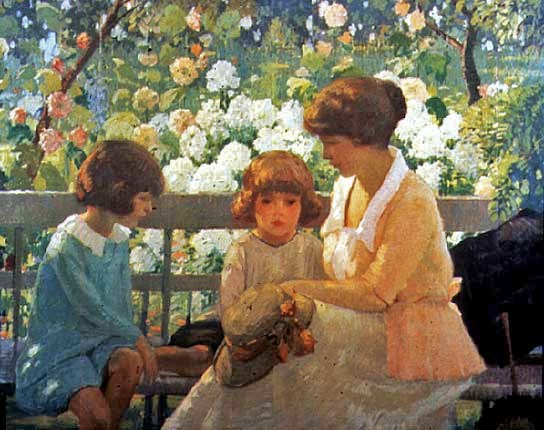
"The Garden Bench" (1920)
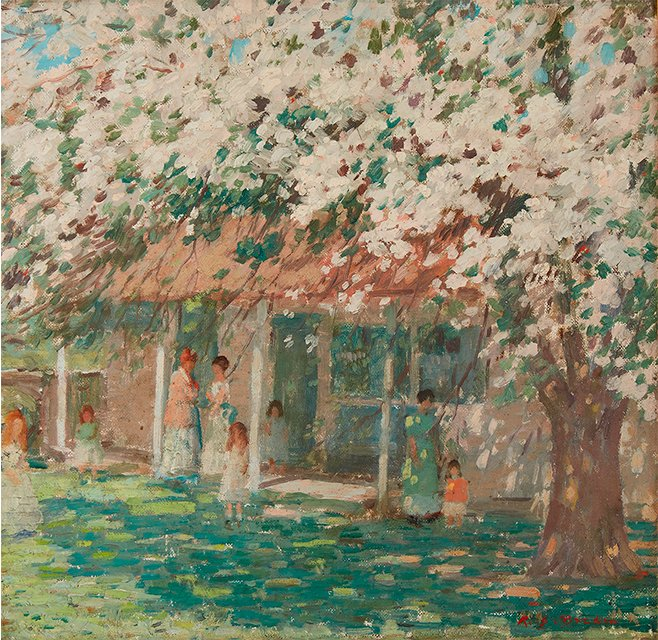
"May Day"
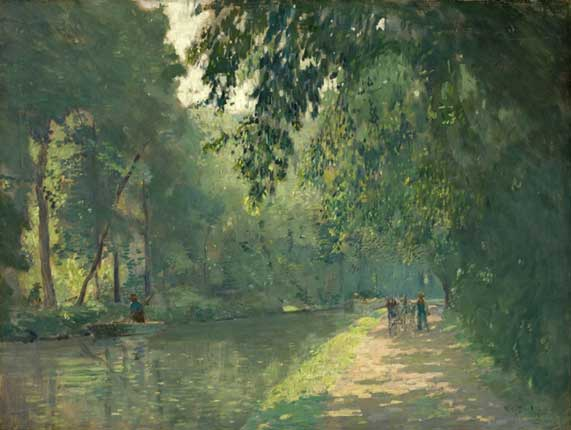
"After the Rain"